# Novius
Novius es un género de insectos de la familia Coccinellidae, y el único miembro de la tribu Noviini. Actualmente se considera que incluye 70 especies, la mayoría antes estaban en los géneros Rodolia y Anovia, que ahora son considerados sinónimos más modernos de Novius.

## Descripción
Tienen cuerpo semicircular ligeramente cubierto de setas o pelos cortos. Son de color rojo puprpúreo, con o sin manchas negras. Miden 2.43 a 3.05 mm de largo y 2.00 a 2.44 mm de ancho.

## Biología
Novius se alimentan de insectos escamas, pulgones y ácaros, lo cual los hace buenos candidatos para el control biológico de plagas. Una especie muy usada es Novius cardinalis (Rodolia cardinalis), que ha sido introducida en muchas partes del mundo para realizar esta función.

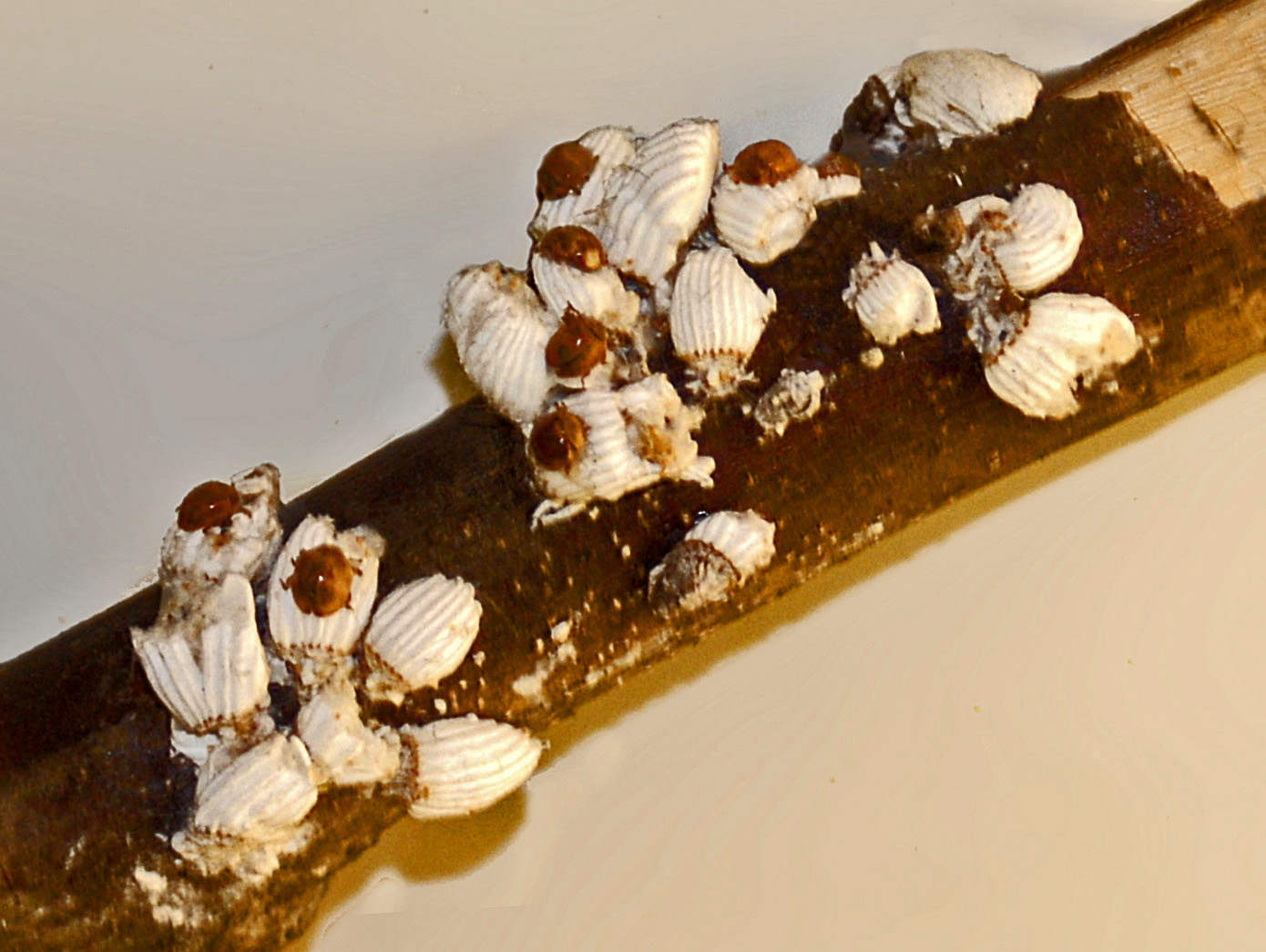
Adultos de Novius alimentándose de hembras de Icerya (sp.)

## Especies[1]
- Novius alluaudi (Sicard, 1909)
- Novius amabilis (Kapur, 1949)
- Novius andamanicus (Weise, 1901)
- Novius apicalis (Sicard, 1909)
- Novius argodi (Sicard, 1909)
- Novius bellus Blackburn, 1889
- Novius breviusculus (Weise, 1892)
- Novius canariensis Korschefsky, 1931
- Novius capucinus (Fürsch, 1975)
- Novius cardinalis (Rodolia cardinalis) (Mulsant, 1850)
- Novius chapaensis (Hoang, 1980)
- Novius cinctipennis (Weise, 1912)
- Novius circumclusus (Gorham, 1899)
- Novius concolor (Lewis, 1879)
- Novius conicollis Korschefsky, 1931
- Novius contrarius (Sicard, 1931)
- Novius cruentatus Mulsant, 1846
- Novius delobeli (Chazeau, 1981)
- Novius fausti (Weise, 1885)
- Novius ferrugineus (Weise, 1900)
- Novius formosanus (Korschefsky, 1935)
- Novius fulvescens (Hoang, 1980)
- Novius fumidus (Mulsant, 1850)
- Novius hauseri Mader, 1930
- Novius iceryae (Janson, 1889)
- Novius insularis (Weise, 1895)
- Novius koebelei Olliff, 1892
- Novius limbatus Motschulsky, 1866
- Novius lindi Blackburn, 1889
- Novius lydiae (Chazeau, 1991)
- Novius manganensis (Singh, 2014)
- Novius marek Ślipiński & Pang, 2020
- Novius marginatus (Bielawski, 1960)
- Novius mayottensis (Fürsch, 2003)
- Novius mexicanus (Gordon, 1972)
- Novius minimus (Kapur, 1949)
- Novius minutus (Sicard, 1909)
- Novius netara (Kapur, 1949)
- Novius niger (Fürsch, 1995)
- Novius nigerrimus Fürsch, 1960
- Novius nigrofrontalis (Kapur, 1951)
- Novius obscuricollis (Sicard, 1931)
- Novius occidentalis (Weise, 1898)
- Novius octoguttatus (Weise, 1910)
- Novius parvulus (Kirsch & Mitteil, 1875)
- Novius peruvianus (Gordon, 1972)
- Novius picicollis (Weise, 1900)
- Novius podagricus (Weise, 1908)
- Novius pronuba (Chazeau, 1991)
- Novius prosternalis (Sicard, 1909)
- Novius pumila (Weise, 1892)
- Novius punctigera (Weise, 1901)
- Novius punicus (Gordon, 1972)
- Novius quadrimaculatus (Mader, 1939)
- Novius quadriplagiatus (Sicard, 1909)
- Novius quadrispilotus (Sicard, 1909)
- Novius rubeus (Mulsant, 1850)
- Novius ruficollis (Mulsant, 1850)
- Novius rufipennis (Pic, 1926)
- Novius rufocincta (Lewis, 1896)
- Novius rufopilosus (Mulsant, 1850)
- Novius sanguinolentus Mulsant, 1850
- Novius seabrai (Sicard, 1921)
- Novius senegalensis (Weise, 1913)
- Novius sexmaculatus (Korschefsky, 1940)
- Novius sexnotatus (Mulsant, 1850)
- Novius shuiro (Kitano, 2014)
- Novius songchuanus (Hoang, 1980)
- Novius tamdaoanus (Hoang, 1980)
- Novius usambaricus (Weise, 1898)
- Novius virginalis (Wickham, 1905)
- Novius vulpinus (Fürsch, 1974)
- Novius weisei (Gordon, 1972)
- Novius westermanni (Crotch, 1874)
- Novius xianfengensis (Xiao, 1992)
- Novius yemenensis Raimundo & Fürsch, 2006